# Sötost
Sötost är en ost som härrör från fäbodkulturen. Det är en ost med smak av kanel och sirap som kokas av sötmjölk (mjölk direkt från kon).
Namnet har att göra med att osten är gjord på sötmjölk, i motsats till ost gjord på surmjölk. Sötost finns belagd i svenska språket åtminstone från år 1582.
Osten ystas med hjälp av kärnmjölk eller filmjölk som hälles över den kokande mjölken som gör att proteinet i mjölken siktar sig från vasslen. Salt tillsättes när ostmassan går ihop. Ostmassan får sedan koka i vasslen tills den är gyllene brun. Till skillnad från rörost rörs inte ostmassan sönder i spadet eller reds med mjöl. Över osten strös lite kanel eller en kanelstång tillsätts under kokningen. Sirap hälles över i slutet av kokningen. Osten äta som en del av smörgåsmaten vid måltiden.
Sötost äts bland annat i Medelpad, Ångermanland och Jämtland. Den ska ej blandas ihop med desserten sötost som serveras i Jämtland.